# Athyrium ruilicolum
Athyrium ruilicolum är en majbräkenväxtart som beskrevs av W. M. Chu. Athyrium ruilicolum ingår i släktet Athyrium och familjen Athyriaceae. Inga underarter finns listade.